# 米哈伊尔·戈尔巴乔夫
米哈伊尔·谢尔盖耶维奇·戈尔巴乔夫（俄语：Михаил Сергеевич Горбачёв，羅馬化：Mikhail Sergeyevich Gorbachyov，發音：[mʲɪxɐˈil sʲɪrˈɡʲejɪvʲɪtɕ ɡərbɐˈtɕɵf] ⓘ；1931年3月2日—2022年8月30日），苏联及俄罗斯政治人物，从1985年到1991年苏联解体前担任苏联第八任也是最后一任领导人。他1985年出任苏联共产党中央委员会总书记，并从1988年开始成为苏联最高领导人，1989年至1990年担任苏联最高苏维埃主席团主席，1990年至1991年担任最高苏维埃主席，1990年至苏联解体前担任唯一一任苏联总统。他是唯一一位在十月革命后出生和在任期內辭職下台的苏联最高领导人。在意识形态上，戈尔巴乔夫最初坚持马克思列宁主义，但在20世纪90年代初走向社会民主主义。
戈尔巴乔夫于1931年出生于俄罗斯普里沃利诺耶一个具有俄罗斯和乌克兰血统的贫苦农民家庭，在斯大林的统治下长大。年轻时在加入苏联共产党之前在一个集体农场操作联合收割机。在莫斯科国立大学学习期间，他于1953年与同学赖莎·蒂塔连科结婚，并于1955年获得法律学位。搬到斯塔夫罗波尔后，他为共青团青年组织工作。在斯大林去世后，他成为赫鲁晓夫去斯大林化改革的支持者。1970年，他被任命为斯塔夫罗波尔地区委员会第一党委书记，负责监督斯塔夫罗波尔大运河的建设。1978年，他回到莫斯科，担任党中央委员会书记，并于1979年进入政治局（第25届）。勃列日涅夫以及三年内短暂任职的尤里·安德罗波夫和康斯坦丁·契尔年科去世后，1985年，政治局选举仅五十余岁的戈尔巴乔夫为总书记，成为事实上的领导人。
虽然戈尔巴乔夫致力于维护苏联和马克思列宁主义，但他认为重大改革对于苏联的生存是必要的，尤其是在切尔诺贝利核事故之后。他从苏阿战争中撤军，并与美国总统里根举行峰会，以限制核武器并结束冷战。在国内，他的开放政策允许加强言论和新闻自由，而他的经济改革则试图改革计划经济体制以提高其效率。他的民主化措施和民选苏联人民代表大会的组建破坏了一党制国家的基础。戈尔巴乔夫拒绝在1989年东欧剧变时进行军事干预。在内部，日益增长的民族主义情绪威胁要解体苏联，导致苏联保守派在1991年发动了反对戈尔巴乔夫的政变，但政变没有成功。政变后，戈尔巴乔夫的政治影响力逐渐不敌时任俄罗斯总统叶利钦，苏联加速解体进程。1991年12月25日，戈尔巴乔夫宣布辞职，苏联正式解体。之后他成立了戈尔巴乔夫基金会，直言不讳地批评俄罗斯总统叶利钦和普京，并为社会民主人士联盟竞选。
戈尔巴乔夫被认为是20世纪下半叶最重要的人物之一。他获得了包括诺贝尔和平奖在内的广泛奖项。在西方世界，戈尔巴乔夫因其在结束冷战、在苏联引入新的政治和经济自由、容忍东欧共产党政府的垮台以及两德统一方面的作用而受到称赞。但在俄罗斯，他因加速苏联解体而被嘲笑，因为这一事件削弱了俄罗斯的全球影响力，并导致了俄罗斯等国家的经济崩溃。
2022年8月30日晚上，戈尔巴乔夫因长期重病医治无效，于莫斯科去世，享耆寿91岁。

## 中文譯名
在中文，戈尔巴乔夫也譯作戈巴卓夫、戈巴契夫。其中，「戈巴卓夫」一名主要見於1980至1990年代香港的親中國國民黨報章，如《華僑日報》、亞視新聞，乃至香港電影中的對白。中國內地及當時香港的親中國共產黨報章，如《大公報》、無綫新聞則使用「戈尔巴乔夫」。
臺灣大多使用「戈巴契夫」一名。

## 早年经历
戈尔巴乔夫1931年3月2日在斯塔夫罗波尔边疆区普里沃利诺耶的農家出生，来自一个切尔尼戈夫的乌克兰移民与沃罗涅日的俄罗斯人的混合家庭。幼时，戈尔巴乔夫曾经历过1932年苏联大饥荒。他后来回忆时说：“在那个时候，我家乡的普利里沃利诺耶村有接近一半的人饿死，包括我父亲的两个姐姐和一个哥哥。”他的祖父和外祖父在1930年代都以编造的罪名被逮捕，他父亲的祖父安德瑞·莫伊谢耶维奇·戈尔巴乔夫也被送到西伯利亚流放。
他的父亲，谢尔盖·安德烈耶维奇·戈尔巴乔夫是一名拖拉機站的联合收割机操作员，也是二战老兵。他的母亲玛利亚·潘捷耶列夫·戈尔巴乔娃是集体农庄的工人。
14歲加入共青團，他於1953年與莫斯科國立大學哲學系的赖莎·马克西莫芙娜·戈尔巴乔娃結婚，然後於1955年獲得法律學位，毕业后搬去了斯塔夫罗波尔，成為斯塔夫羅波爾市第一書記。1957年，他们有了第一个也是唯一一个孩子。1967年戈尔巴乔夫透過函授課程從斯塔夫羅波爾農業學院獲得農業經濟碩士。现在，戈尔巴乔夫有两个孙女和一个曾孙女。

## 党内晋升

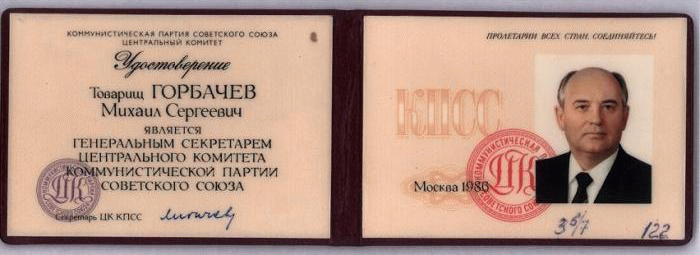
戈尔巴乔夫的苏共党证 (1986-1991)

斯大林最終由赫魯曉夫繼任蘇聯領導人，赫魯曉夫在1956年2月的一次演講中譴責了斯大林及其個人崇拜，之後他在整個蘇聯社會發起了去斯大林化進程，後來的傳記作家威廉陶布曼認為，戈尔巴乔夫“體現”了赫魯曉夫時代的“改良主義精神”。戈尔巴乔夫是那些認為自己是“真正的馬克思主義者”或“真正的列寧主義者”的人之一，而他們認為自己是斯大林的變態，他幫助在斯塔夫羅波爾傳播了赫魯曉夫的反斯大林主義信息，但遇到了許多繼續將斯大林視為英雄或稱讚斯大林清洗為正義的人。
1966年，戈尔巴乔夫獲准前往東歐國家后作為代表團成員訪問東德，並於1969年和1974年訪問了保加利亞。 1968年8月，蘇聯領導入侵捷克斯洛伐克，以結束布拉格之春，這是馬克思列寧主義國家政治自由化的時期。儘管戈尔巴乔夫後來表示他對入侵有私下的擔憂，但他公開表示支持。 1969年9月，他作為蘇聯代表團的一員被派往捷克斯洛伐克，在那裡他發現捷克斯洛伐克人民基本上不歡迎他們。那一年，蘇聯當局命令他懲罰斯塔夫羅波爾農業研究所的哲學教授法吉姆·B·萨迪科夫，他的思想被認為是對蘇聯農業政策的批評；戈尔巴乔夫確保薩迪科夫被開除教職，但無視要求他面臨更嚴厲懲罰的呼籲。戈尔巴乔夫後來表示，他對這一事件“深受影響”；“我的良心折磨著我”監督薩迪科夫的迫害。
1970年4月，葉夫列莫夫升职到莫斯科，戈尔巴乔夫接替他擔任斯塔夫罗波尔边疆区第一書記。這賦予了戈尔巴乔夫對斯塔夫羅波爾地區的重大權力。克里姆林宮高級領導人親自審批了他的職位，並從蘇聯領導人列昂尼德·勃列日涅夫那裡得知了他們的決定。 39歲的他比擔任該職位的前任要年輕得多。作為斯塔夫羅波爾地區的負責人，他在 1971年自動成為蘇聯共產黨中央委員會的成員。據傳記作者若雷斯·梅德韋傑夫的說法，戈尔巴乔夫“現在已經成为黨的超級精英中的一员”。作為地區領導人，戈尔巴乔夫最初將經濟和其他方面的失敗歸咎於“幹部效率低下和無能、管理結構缺陷或立法漏洞”，但最終得出的結論是，這些都是由莫斯科決策的過度集權造成的。他開始閱讀安東尼奧·葛蘭西、路易·阿拉貢、罗杰·加洛蒂和朱塞佩·博法等西方馬克思主義作家受审查限制的书刊，並受到他們的影響。
戈尔巴乔夫作為地區領導人的主要任務是提高農業生產水平，這在1975年和1976年的嚴重干旱中受到了阻礙。他通過建設斯塔夫羅波爾大運河監督灌溉系統的擴張。 1972年3月，他在伊帕托夫斯基區監督了創紀錄的穀物豐收，在莫斯科的一個儀式上被勃列日涅夫授予十月革命勳章。戈尔巴乔夫一直試圖維持勃列日涅夫的信任。作為地區領導人，他在講話中多次稱讚勃列日涅夫，例如稱他為“我們這個時代傑出的政治家”。戈尔巴乔夫和他的妻子在莫斯科、列寧格勒、烏茲別克斯坦和北高加索的度假勝地度假；他與克格勃負責人尤里·安德羅波夫一起度假，後者對他有好感並成為重要的讚助人。戈尔巴乔夫還與蘇聯總理阿列克謝·柯西金和長期黨內高級成員米哈伊爾·蘇斯洛夫等高級人物建立了良好的關係。
政府認為戈尔巴乔夫足夠可靠，因此他被派往西歐作為蘇聯代表團的一部分。 1970年至1977年間，他曾五次前往那裡。1971年9月，他作為代表團的一員前往意大利，在那裡他們會見了意大利共產黨的代表。戈尔巴乔夫熱愛意大利文化，但對他在該國看到的貧困和不平等感到震驚。 1972年訪問比利時和荷蘭，1973年訪問西德。戈尔巴乔夫和他的妻子於1976年和1977年訪問了法國，後一次在法國共產黨的指導下游覽了該國。他對西歐人如此公開地發表意見和批評他們的政治領導人感到驚訝，這在蘇聯是沒有的，在蘇聯，大多數人如此公開地講話並不安全。他後來談到，對他和他的妻子來說，這些訪問“動搖了我們對社會主義優於資產階級民主的先进信念”。
戈尔巴乔夫一直與他的父母親近。在他的父親於1974年身患絕症後，戈尔巴乔夫在他去世前不久前往普里沃爾諾與他同在。他的女兒伊琳娜於1978年4月與同學阿納托利·維爾甘斯基結婚，1977年，最高蘇維埃任命戈尔巴乔夫擔任青年事務常務委員會主席，因為他有在共青團動員青年的經驗。
1961年，戈尔巴乔夫参加了苏共历史上有重要意义的二十二大。在会上，赫鲁晓夫提出，二十年内苏联要在人均产值上超越美国。在此期间，戈尔巴乔夫在地方共青团组织内迅速上升。1963年，他被提拔为斯塔夫罗波尔农业部门的党委领导。1970年，戈尔巴乔夫被任命为斯塔夫罗波尔边疆区党委第一书记，成为苏联最年轻的地方党委领导人之一。在职期间，戈尔巴乔夫努力重组集体农场，重视农民在决策中的意见，扩大他们的自留地，从而提高他们的生活水準。

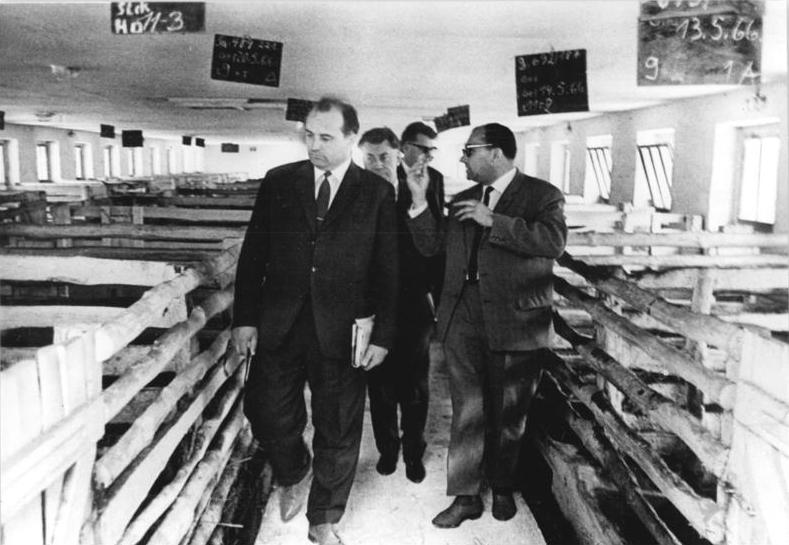
戈尔巴乔夫前往東德巡視一座養豬場，攝於1966年6月10日

### 領導斯塔夫羅波爾地區：1970–1977年
很快，1971年他进入了苏联共产党中央委员会。三年后的1974年，他成为苏联最高苏维埃的一名代表和青年事务常委会的主席。紧接着，在曾支持戈尔巴乔夫的費奧多爾·庫拉科夫因心脏病去世之后，1978年戈尔巴乔夫替代他进入了中央委员会里的农业秘书处。1979年，戈成为了政治局候补委员，一年后成为苏联共产党中央政治局正式委员。戈尔巴乔夫将他在党内的不断晋升归功于党内的意识形态大师苏斯洛夫。
在安德罗波夫统治期间（1982-1984），戈尔巴乔夫已然成为最活跃的政治局委员之一。同时，近五分之一的顶层人员，包括部长与地方大员，都被换成了年轻人。其中像雷日科夫和叶戈尔·利加乔夫这些被提拔的人，都与戈尔巴乔夫有着密切的工作关系。作为苏共党内大员，戈尔巴乔夫自然有许多出国访问旅行的机会。而这些出国的经历又深远地影响到了他的政治观点和对社会的看法。1972年，他率代表团前往比利时访问；三年后，他访问了西德；1983年，戈巴乔夫又带团去了加拿大并会见了总理皮埃尔·特鲁多和一些加拿大国会人士；1984年，戈氏赴英旅行，其间又会见了英国首相撒切尔。蘇聯駐加拿大大使對戈巴契夫後來的改革有影響。1983年時，戈巴契夫仍支持安德羅波夫的強硬路線。
1984年，苏共中央总书记安德罗波夫去世。其生前曾表示希望戈尔巴乔夫来继任总书记一职。然而，继任者却是高龄且已重病的契尔年科。很快，这位新任的总书记在下一年又去世了。此时，党内已开始迫切需要一名年轻的领导。1985年3月11日，仅在契尔年科死后三个小时，戈尔巴乔夫被选为苏联共产党中央委员会总书记。此时戈尔巴乔夫仅有54岁，还是当时政治局里最年轻的成员。他也是首位在前次竞争失败后成功当选的党内领导人。

## 任總書記和民主改革

### 早期：1985－1986年

蘇聯領導人米哈伊爾·戈巴契夫（左）與美國總統雷根（右）合攝於美國白宮圖書館

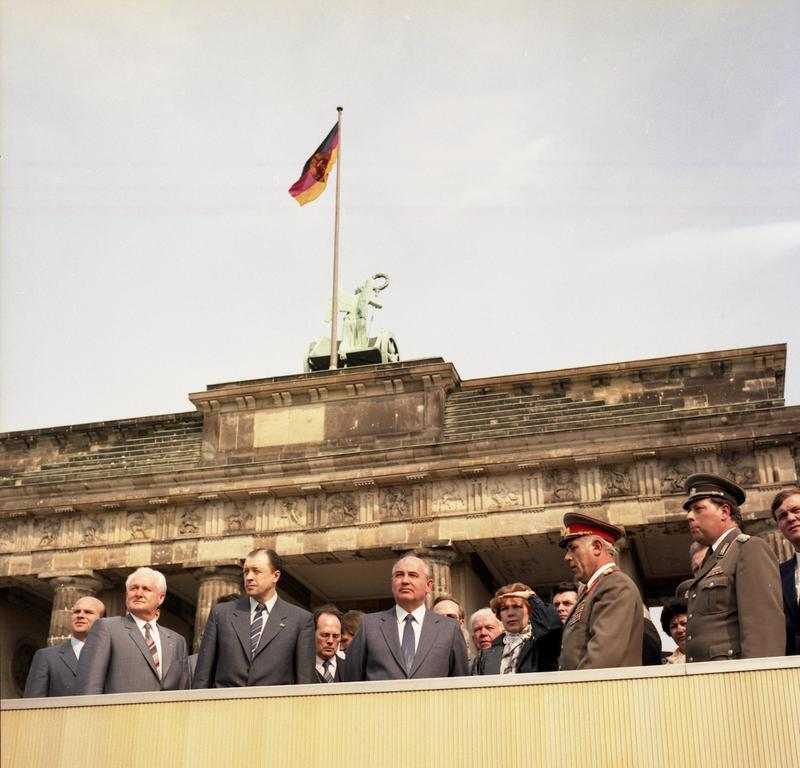
1986年4月訪問東德期間，戈巴契夫在布蘭登堡門

契尔年科病逝後，戈尔巴乔夫于1985年3月11日以54歲之齡，当选为苏联最年轻的苏联共产党中央委员会总书记，成为蘇聯最高領導人。他试图透过改革和开放来阻止苏联共产主义的退化，其开始标志是1986年2月召开的第27次苏联共产党全国代表大会。
20世纪80年代，戈尔巴乔夫开始推行改革。对军队的改革从削减军费开始，进而对其使命任务和体制编制进行调整，主动放弃了对军队的领导。为表现“新思维”，并树立改革形象，戈尔巴乔夫及部分苏共领导人刻意与军队保持距离。苏军40集团军司令格罗莫夫说，当集团军从阿富汗完成撤军（1985年2月15日）回到苏联境内时，“没有一名国家领导人，或者是国防部的领导人来迎接我们”，“故意不重视部队撤出阿富汗这件事是克里姆林宫领导人的失策表现之一，戈尔巴乔夫的战友们随随便便就将前任的错误推到我们身上”。
黨內一些人認為戈尔巴乔夫的改革走得還不夠遠。著名的自由主義批評家是葉利欽。自1985年起，他迅速崛起，擔任莫斯科市委書記。與許多政府成員一樣，戈尔巴乔夫對葉利欽持懷疑態度，認為他過度自我推銷。葉利欽也批評戈尔巴乔夫，認為他是居高臨下的。 1986年初，葉利欽開始在政治局會議上發難批評戈尔巴乔夫。在二月份的第二十七次黨代會上，葉利欽呼籲進行比戈尔巴乔夫發起的更深遠的改革，並批評了黨的領導層，儘管沒有點名戈尔巴乔夫，聲稱正在形成一種新的個人崇拜。戈尔巴乔夫隨後開始發言，隨後與會者公開批評葉利欽數小時。此後，戈尔巴乔夫還批評葉利欽，稱他只關心自己，是“政治文盲”。葉利欽隨後辭去了莫斯科市委書記和政治局委員的職務。從此，兩人之間的緊張關係發展為相互仇恨。
1986年4月，切爾諾貝利核事故發生。緊接著，官員們向戈尔巴乔夫提供了不正確的信息，以淡化這一事件。隨著災難的規模越來越明顯，336,000人從切爾諾貝利周邊地區撤離。陶布曼指出，這場災難標誌著“戈尔巴乔夫和蘇維埃政權的轉折點”。事發幾天後，他向全國作了電視報導。他將這場災難作為他認為蘇聯社會普遍存在的問題的證據，例如劣質工藝和工作場所惰性。戈尔巴乔夫後來將這一事件描述為讓他意識到蘇聯的無能和掩蓋的規模。從四月到年底，戈尔巴乔夫對蘇聯體制的批評變得越來越開放，包括糧食生產、國家官僚機構、軍隊征兵和監獄人口眾多。

### 進一步改革：1987－1989年
鉴于斯大林时期无法无天的镇压暴行，戈尔巴乔夫提出了改革司法制度和建立法治国家的任务。在依法而治和無罪推定主義指导下，1987年9月苏共中央政治局建立了一个委员会重审历史案件。在一年半的时间里，委员会为约100万公民平反。其中意义深远的是，斯大林的政治反对派（布哈林、季诺维也夫、加米涅夫和托洛茨基等人）的几十年沉冤得到了平反昭雪。赫鲁晓夫也得到了部分平反，1989年首次发表了赫鲁晓夫在20大上所作的“秘密报告”。一些在勃列日涅夫时期被剥夺了苏联国籍的持不同政见者和人权活动分子被恢复了国籍，著名物理学家萨哈罗夫从流放地回到了莫斯科。
接着，戈尔巴乔夫又以“公开性”正式地拉开政治体制改革的帷幕。原来被出版检查打入冷宫的作品纷纷出笼，到1988年底，数千部以前被称为特殊作品的著作（包括托洛茨基、李可夫、克伦斯基、邓尼金等的著作）得以和读者见面。媒体审查机制和禁忌逐渐解除。戈尔巴乔夫大声疾呼：“人们有权了解有关过去的全部真相。必须废除关于档案的禁令，使任何文献都成为公开性的财富，如实地恢复我们所经历过的一切的本来面目。”
1988年6月，在苏共中央第19次代表会议上，戈尔巴乔夫首次提出了“人道的民主的社会主义”概念，实质内容是建立“真正的人民政权制度”，实现社会公正。进而，戈尔巴乔夫提出“党的地位不应当依靠宪法来强行合法化”，“苏共要严格限制在民主程序范围内”去争取执政地位。
同年，戈尔巴乔夫宣布苏联将放弃勃列日涅夫主义，减少对东欧国家内政的干涉，特别是停止武力干预，他的發言人将这个政策称为“辛納屈主義”。这个政策导致东欧社会主义国家于1989年内发生了一系列剧烈的“政治地震”（但大多是和平政權交接，只有在罗马尼亚发生了流血革命），史称为“东欧剧变”。东欧剧变实际上结束了从二战以后长达四十五年的全世界范围内冷战格局，为此戈尔巴乔夫于1990年10月15日获诺贝尔和平奖，隔年戈尔巴乔夫創立並出任苏联总统一职。
1989年1月7日，伊朗最高领袖鲁霍拉·穆萨维·霍梅尼向戈尔巴乔夫致信，表示共产主义正在东方集团内部瓦解，欢迎戈尔巴乔夫把伊斯兰教作为取代共产主义的意识形态。该信由阿卜杜拉·贾瓦迪-阿莫利、穆罕默德-贾瓦德·拉里贾尼及玛齐·哈迪奇三位伊朗政治人物传达，是霍梅尼唯一一封写给外国领导人的信函。
1989年春天，戈尔巴乔夫在苏联第一次实行了苏联人民代表大会代表的部分差额直接选举。由电视和无线电现场直播，出现了助选的刊物、集会和电视辩论等新事物。透过民主选举，20%的非党人士获得了胜利，引人注目的是在党内受排挤的叶利钦和著名持不同政见者萨哈罗夫都成功当选；而苏共一些领导人则在没有竞争对手的情况下落选（没有获得50%以上的选票）。
1989年5月戈尔巴乔夫访问中国，会见了中共中央总书记赵紫阳、中共中央军委主席邓小平、中国国家主席杨尚昆等领导人，是自中苏交恶三十年來两国领导人首次正式会谈，此次访问也标志着中苏关系正常化。这时正值六四事件前夕，天安门广场上聚集了大批群众，接待仪式从人民大会堂东门外广场改为北京首都国际机场。中国国家主席杨尚昆陪同戈尔巴乔夫在停机坪检阅中国人民解放军陆海空三军仪仗队。
1990年3月苏联人民代表大会通过决议，正式废除了宪法第六条关于“苏联共产党是苏联社会的领导力量和指导力量，是苏联社会政治制度以及国家和社会组织的核心”等规定，苏共不再有法定的领导地位。1990年7月苏共二十八大以后，苏联正式宣布“结束政治垄断”，实行多党制。
1990年11月，在纪念1917年十月革命胜利的红场阅兵仪式上，来自列宁格勒的异议人士亚历山大·阿纳托利耶维奇·什莫诺夫在现场朝天开了两枪，打算暗杀戈尔巴乔夫，不过戈尔巴乔夫并未受伤，什莫诺夫则被当场逮捕，后判刑一年。什莫诺夫的枪为自行购买的德国制霰弹枪。
戈尔巴乔夫时期的苏联经济状况仍然非常不好，所生产的轻工业产品根本供应不了需求。而由于自斯大林以来的专制、暴政、对少数民族的迫害，以及自勃列日涅夫以来的严重腐败，苏联国家政权早就彻底失去了民心。许多加盟共和国的民族独立运动愈演愈烈，一些因民主改革而失去既得利益的苏共官僚也谋划着发动政变。
1991年8月19日，一些保守派政治家和一部分军人趁戈尔巴乔夫在克里米亚度假时发动了“八一九事件”，戈尔巴乔夫被软禁了三天，被释放后发现他的声望已被时任俄罗斯加盟共和国总统叶利钦蓋過，叶利钦實質取代他成為全國的領袖。政变后他被迫将大部分政治局成员撤职，一部分甚至被捕。

## 苏联解体和苏共解散
1991年12月25日，獨立國家聯合體成立後，為了避免蘇聯境內爆發內戰，他被迫宣布辭职，苏联正式解體。

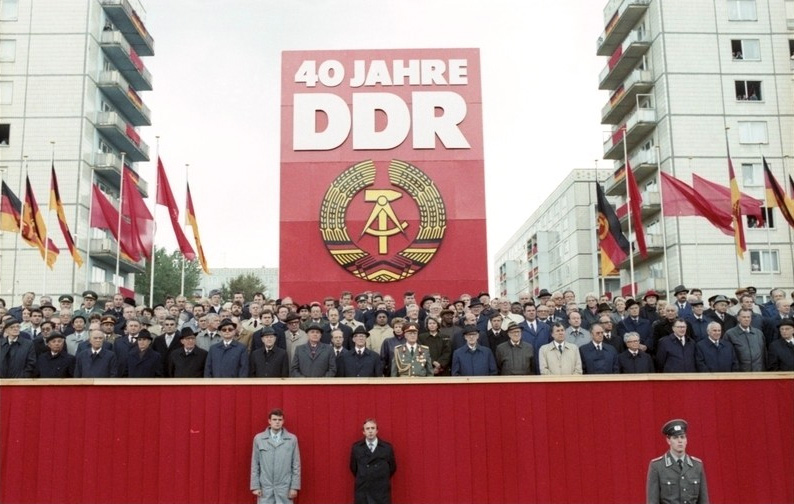
1989年10月7日，戈巴契夫和東德領導人埃里希·何內克，慶祝東德成立40週年閱兵式

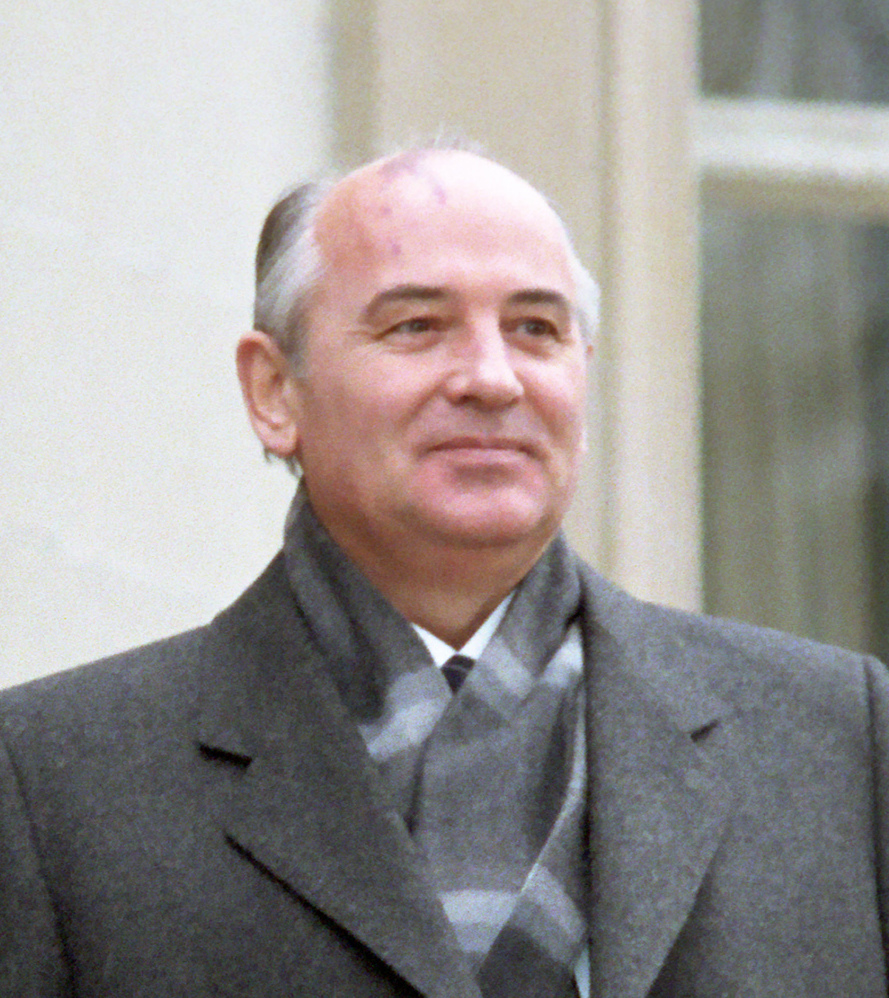
1985年的戈尔巴乔夫

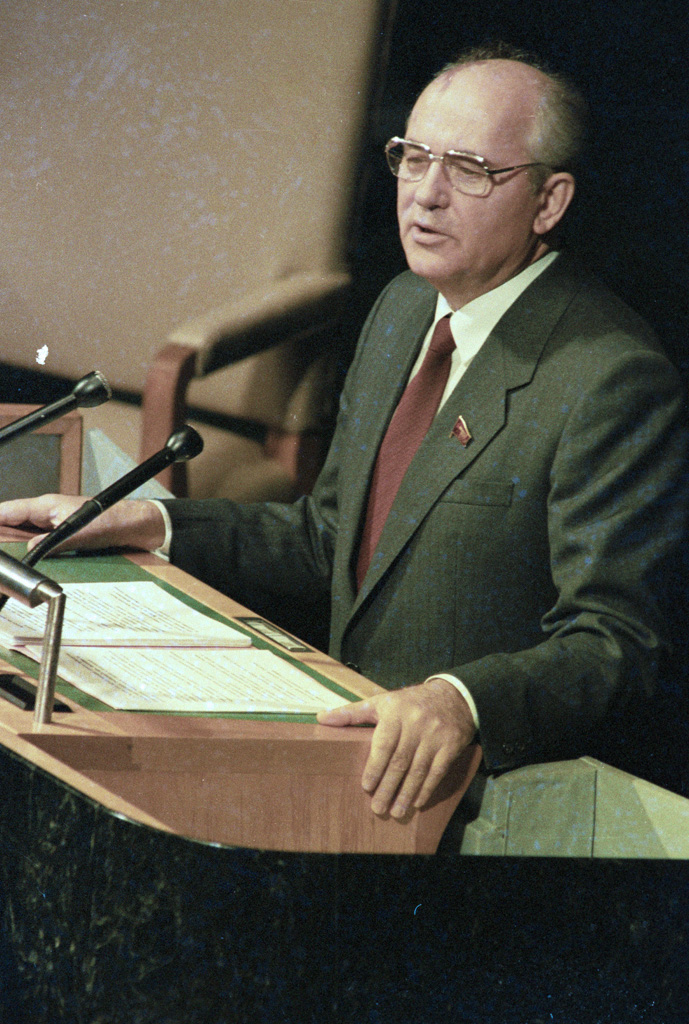
在最高苏维埃主席团主席台演讲的戈尔巴乔夫

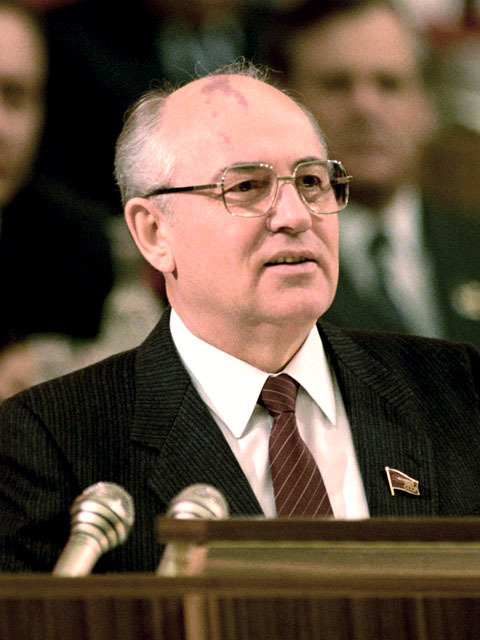
戈尔巴乔夫在苏联共青团大会上演讲

晚上7时，戈尔巴乔夫在总统办公室，面对着攝影機、向全国和全世界发表了辞去苏联总统职务的談话。他说：“鉴于独立国家联合体成立后形成的局势，我停止自己作为苏联总统职务的活动。作出这一决定是出于原则性考虑。”“我坚决主张各族人民的独立自主，主张共和国拥有主权；同时主张保留联盟国家，保持国家的完整性。但是，事實上却是往另一条道路发展，支解和分裂国家的方向占了上风，对此我是不能同意的。”“我还对我国人民失去一个大国的榮譽感到不安，它会给所有的人带来十分沉重的后果。”电视中，戈尔巴乔夫神色黯然，语音悲切，前苏共创业时的辉煌与此时谢幕的凄凉形成举世难忘的对比。但表情严肃的他以乐观的预言结束了演说：“我相信，我们的共同努力會迟早结出硕果，我们的人民将會生活在繁荣昌盛和民主的社会裏。”

## 蘇聯解體後的政治動向
在苏联解体后的一段期间，绝大多数俄罗斯人的生活水準有了极大程度的倒退，卢布大幅贬值，路邊乞丐與刑事犯罪大量增加。保守势力认为戈尔巴乔夫的改革应该对国家的分裂沒落和许多困难负相当大的责任；也有亲欧美人士认为这是苏共长期统治所形成的各种政治及社会经济问题积重难返的结果，其他人则认为这是叶利钦实施了过快的经济自由化和私有化改革，或是为了个人权力没有实施完整的自由主义市场经济改革所致。
戈巴契夫卸任總統後，曾應台灣聯合報系創辦人王惕吾邀請，於1993年3月攜夫人蕾莎來台訪問五天。在五天的旅途中，戈巴契夫拜會了中華民國總統李登輝、行政院長連戰、立法院長劉松藩及外交部長錢復等政要，在立法院等場合發表數場演講，同時與學術界和青年學生座談，並特地參觀了聯合報。
2000年，戈尔巴乔夫幫助組建了俄羅斯統一社會民主黨。 2002年6月，他參加了與普京的會面，後者稱讚了這一冒險，暗示中左翼政黨可能對俄羅斯有利，他願意與之合作。2003年，戈尔巴乔夫的政黨與社會民主黨合併，組建了俄羅斯社會民主黨——然而，該黨面臨著很大的內部分歧，未能獲得選民的支持。戈尔巴乔夫在2004年5月辭去該黨領袖職務，原因是與該黨主席在2003年競選活動中所採取的方向存在分歧。該黨後來在2007年被俄羅斯聯邦最高法院取締，原因是它未能在俄羅斯大部分地區設立至少有500名成員的地方辦事處，這是俄羅斯法律要求將政治組織列為政党的最低标准。那年晚些時候，戈尔巴乔夫創立了一個新的運動，即社會民主黨聯盟。戈尔巴乔夫表示不會與即將舉行的選舉競爭，並宣稱：“我們正在為權力而戰，但只是為了控制人們的思想”。
戈尔巴乔夫本人在2013年3月30日俄新社的演讲中则认为苏联解体的责任应由俄罗斯联邦的第一任总统叶利钦负责，因为叶利钦所主张的改革方针是“不负责任的”，且称自己“为改革贡献了许多”，又说自己为国家带来了自由。同年4月2日，《环球时报》援引俄新网的消息称，戈尔巴乔夫于3月30日在题为“人类改变历史还是历史改变人类”的公开讲座中回忆自己的从政历程；该文称戈尔巴乔夫主张保留苏联，将苏联解体归罪于他不负责任且毫无依据。
在1996年的俄罗斯总统选举中，戈尔巴乔夫仅获得了0.52%的选票，因為許多俄國人認為蘇聯瓦解後的貧困動亂應由戈巴契夫負責，例如蘇聯瓦解後有好幾年俄國人的平均壽命都縮短了，是當時世界各國罕見的狀況。
戈尔巴乔夫其后一直居於莫斯科。在羅納德·里根逝世後，他代表俄羅斯出席他的葬禮。他也曾聯同葉利欽批評普京對車臣的武力政策和態度偏離了民主。戈尔巴乔夫本人则在2008年5月7日接受英国《每日电讯报》采访时，反击美国对普京演讲的指责，称美国领导人的承诺不可信，又在同年9月8日接受西班牙埃菲社采访时称西方企图孤立俄罗斯。除了时不时发表些政治观点意见外，1998年俄罗斯金融危机时因为他存款的银行破产，为了给他的基金会补充资金，他还十分时髦地为必胜客、奥地利联邦铁路和LV等企業拍摄了广告。其中为LV拍摄的广告中，他穿着细条纹西服和大衣，坐在汽车的后排，握着车门把手，在他的身旁放着一个路易·威登的行李包。透过车窗，他看到的是破败的柏林墙。从8月份开始，这组广告就作为2007年路易威登集团秋冬季推广活动的一部分，陆续出现在各大时尚和财经类的报刊杂志上。引起了广泛讨论。
在2014年11月紀念柏林牆倒塌25週年的活動中，戈尔巴乔夫警告說，顿巴斯战争正在置世界於新冷戰的邊緣，他指責西方大國，尤其是美國，採取了對俄羅斯“必勝”的態度。2016年7月，戈尔巴乔夫批評北約在北約與俄羅斯之間的緊張局勢升級的情況下向東歐部署更多部隊。
2018年10月23日，美國總統唐納·川普宣布將退出「中程導彈條約」，當年的簽約人戈巴契夫批評川普魯莽不智，同时認為川普的這項決定將威脅和平。
2021年美國國會大廈遭衝擊事件發生後，戈尔巴乔夫宣稱：“衝擊國會大廈顯然是提前計劃好的，是誰做的一目了然。”他沒有澄清他指的是誰；不過，人們可以假設他說的是當時的唐納德·特朗普總統。戈尔巴乔夫還表示，這次襲擊“對美國作為一個國家的未來命運提出了質疑”。
戈尔巴乔夫在2021年1月20日接受塔斯社採訪時表示，美俄關係“令人非常擔憂”，並呼籲美國總統喬·拜登與克里姆林宮展開會談，以使兩國“意圖和行動更加明確”和“為了關係正常化”。
2021年12月24日，戈尔巴乔夫表示，美國在蘇聯解體後“變得傲慢和自信”，導致“一個新帝國。因此產生了北約擴張的想法”。他還對即將舉行的美俄安全會談表示贊同，稱“我希望會有結果”。
2022年2月26日，針對俄羅斯入侵烏克蘭的軍事行動，戈巴契夫透過個人基金會發表聲明，要求雙方「盡早結束敵對行為、立刻開始和談」。

## 重新出山

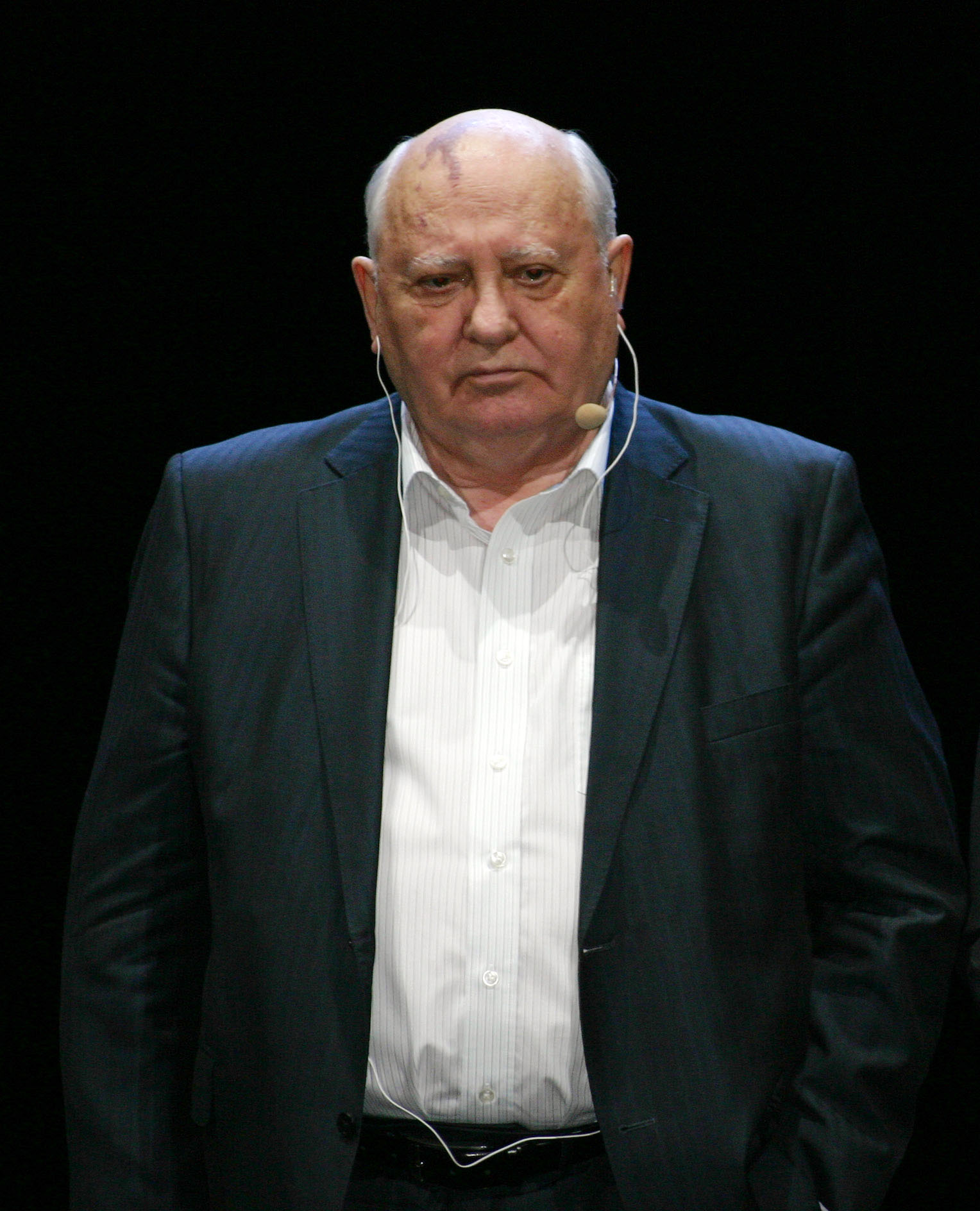
2013年的戈尔巴乔夫

2008年9月，77岁的戈尔巴乔夫宣布再度进入政坛。
戈尔巴乔夫于2000年至2001年曾担任俄罗斯统一社会民主党领袖、2001年至2007年曾担任俄罗斯社会民主党领袖，但是该政党根据2007年4月俄联邦最高法院的裁决被迫解散，当年10月戈尔巴乔夫当选全俄罗斯社会运动“社会民主人士联盟”主席。戈尔巴乔夫于2009年5月13日在接受俄罗斯国际文传电讯社记者采访时宣布：“我们得出结论认为，国家应当有这样的一个政党，新政党成立倡议委员会的工作已经得到了国家许多公民的支持，目前已收到1万多人的支持信。”2007年11月29日他在接受采访时候称支持普京，但对“統一俄羅斯”党无好感。
2011年2月21日，戈尔巴乔夫指責目前的領導人“狂妄自大、輕視選民”。對於梅德韋傑夫和俄總理普京私下決定在兩人之間選出2012年俄總統大選候選人一事，他認為這種行為不僅不尊重選民，而且是“驚人狂妄自大的”表現。“這不是普京個人的事情，而是由全體民眾通過選舉決定的事情，難道其他人就不能參選了嗎？”
2014年克里米亚归属公投后，克里米亚并入俄罗斯。戈尔巴乔夫对此给予积极评价，称“克里米亚公投是改正历史错误”。
戈尔巴乔夫晚年经常呼吁美俄领导人进行对话。2022年2月26日，俄羅斯入侵烏克蘭後，他呼吁各方尽早停止敌对行动并立刻开始和平谈判。

## 去世
2022年8月30日夜间，俄罗斯总统事务局中央临床医院发布消息称，苏联最后一任领导人戈尔巴乔夫当天晚上因长期重病医治无效去世，终年91岁。

## 评价
世人对于戈尔巴乔夫的评价呈两极分化的趋势；有人对其敬仰赞美，有人则对其口诛笔伐。对戈尔巴乔夫和苏联解体的評價“盖棺定论”作出評價或許为时过早，至少要再过很多年才可能有个比较客观、一致的看法。
一部分西方马克思主义者和民主社会主义者认为，戈尔巴乔夫在民主改革的基本思路是正确的，他的“新思维”比斯大林主义更接近真正的马克思主义，但戈尔巴乔夫的改革措施过于急躁而不是循序渐进，同时也没能成功解决经济发展问题和民族矛盾问题，因此没能够挽救住苏联。

### 正面评价
一些西方人認為戈尔巴乔夫崇尚普世价值，结束了苏共的专制和暴政，使民眾获得了民主、法治和自由，并使得东欧国家自主发展，结束了世界范围的冷战对峙局面，从俄罗斯历史发展的宏观角度看开创了一个大的改革时代。苏联解体和戈尔巴乔夫退出历史舞台，只是带有戈尔巴乔夫印记的一个改革时代的结束，而他之后的叶利钦以及现在的普京，没有带领俄罗斯继续戈尔巴乔夫所开始的改革，而是将俄国重新带回黑暗的威权体制。而戈尔巴乔夫的改革在终极目标上是把俄罗斯改造成为一个现代化的民主国家，不过戈尔巴乔夫的初衷是苏联的民主社会主义化。
很多人，特别是自由主义者和亲西方者，认为戈尔巴乔夫是能和曼德拉、昂山素季相提并论的伟大人物。

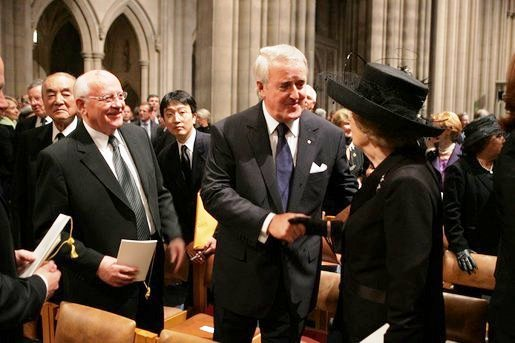
2004年6月11日，前蘇共中央總書記米哈伊爾·戈巴契夫（左）與前加拿大總理马尔罗尼（中）、前英國首相撒切尔夫人（右）以及前日本首相中曾根康弘（左後）共同出席前美國總統羅納德·里根於華盛頓國家大教堂的葬禮

戈尔巴乔夫的经济改革虽然失败，但结束了斯大林模式高度集中的计划经济体制和社会主义公有制体制，極大改變了社会的所有制形式和市场经济认识和观念。经济改革为苏联传统经济模式向多种所有制形式和市场经济的转变创造了条件。在现在的俄罗斯，尽管人们正经历着经济转型时期的各种痛苦，但是对于包括私有制在内的各种所有制形式和市场经济的认识已经极大深化。
西方一般对戈尔巴乔夫有很高的评价，他在1990年获得诺贝尔和平奖。2006年7月，在英国、法国、德国、意大利、西班牙五国的民意调查表明，大部分受調查者认为戈尔巴乔夫是比普京优秀的国家领导人，其中支持前者的有59%，支持后者的有12%。
2011年戈尔巴乔夫过80岁生日时，俄罗斯总统梅德韦杰夫宣布颁给他俄罗斯最高荣誉“圣安德烈勋章”。3月2日，俄罗斯民间出现自发的“感谢戈尔巴乔夫”运动，用各种形式感谢戈尔巴乔夫结束共产党一党专政，一些居民区的街头大型广告牌上贴出“感谢戈尔巴乔夫！”俄国反对党领袖弗拉基米尔·雷日科夫说：“现在越来越多的人开始尊重戈尔巴乔夫，听他的意见，俄国人对种种现状的失望与日俱增，人们都知道，民主和言论自由是同戈尔巴乔夫联系在一起的。”

### 负面评价
左翼人士、俄羅斯民族主义者、现代俄罗斯一些高层领导人甚至一部分前苏联异议人士，如亚历山大·季诺维耶夫將戈尔巴乔夫視為俄罗斯民族罪人和共产主义的叛徒；他们认为戈尔巴乔夫对内对外改革政策过于草率且脱离实际，他对西方特别是美国近乎幼稚的过分信赖，戈尔巴乔夫虚荣心强，为了博取西方国家的赞美而依照西方希望的去做，常沉醉在西方的赞美中不能自拔，导致了苏共亡党及苏联亡国的严重后果，违背了他建设“民主的社会主义苏联”的初衷，也背叛了共产主义事业，使得俄罗斯沦为“原料附庸”（儘管戈尔巴乔夫一直表示自己不是使俄羅斯擅自獨立的主犯），并导致了苏联解体后俄罗斯经济大衰退、嚴重通貨膨脹等问题。
左翼人士及政党认定戈尔巴乔夫是共产主义事业的“叛徒”、“灾难”的角色、“反革命进程的核心人物”和“资本复辟党的首脑”，但也一致认为将“反革命”都归结于戈尔巴乔夫或他的改革时期则是“错误的”，“所有的责任都不能归咎于任何一个人”，并认为根本问题是“苏联共产党意识形态和组织上的弱点”和“社会主义关系与市场的不相容性”。俄罗斯共产主义工人党中央委员会书记在戈尔巴乔夫去世后接受采访时表示，戈尔巴乔夫是“机会主义者”，有一种“事业主义、无视理论、自恋、自满”的疾病，并且认为虽然戈尔巴乔夫离开了，但“疾病”仍然存在，要“所有共产党人很好地吸取戈尔巴乔夫的教训”。
2012年，全俄社會輿論研究中心的民調顯示，在近百年俄羅斯歷任領導人中戈尔巴乔夫的具体政策最不受歡迎，14%的受訪者认为戈尔巴乔夫的具体政策是对的，低於沙皇尼古拉二世（31%）、斯大林（近28%）、赫魯曉夫（24%）、叶利钦（17%）。61%的俄羅斯人認為普京的政策更正確。
2014年4月10日，俄罗斯一名议员证实，来自包括执政党的多个党派议员已正式要求检方调查戈尔巴乔夫，认为他在苏联解体事件中负有叛国罪。2014年7月23日美国《新闻周刊》网站刊登文章称，普京私下曾对顾问说戈尔巴乔夫和尼古拉二世是俄罗斯史上最大的罪犯，因为他们是软弱者从而把权力抛在地上让疯子捡了起来。
參與過八一九政變的戈巴契夫秘書瓦列里·伊萬諾維奇·博爾金在其回憶錄中敘述戈巴契夫虛榮心強且奢侈浮誇，每天都會仔細搭挑選時髦的領帶皮鞋與服裝；很愛視察地方，即使明知視察時地方官員給他看的都是作秀卻不點出，與以往的蘇聯領導人相同。他在西方民主國家之間聲望非常好，每次都能受到熱烈歡迎，因此他很喜歡出國訪問，後來同僚開始質疑他整天往國外跑不管國內事務，他因此發脾氣；心眼很小，清楚記住每個曾經有意無意得罪過他的人絕不讓他們升遷，或者貶官。1985年，他依靠當時蘇聯最有名望且受民眾尊重的黨內人士、時任外交部長安德烈·葛羅米柯的表態支持成為總書記，剛上任時由於年輕、談吐流利且演講經常不須看稿，各官員與民眾對他的第一印象都非常好，對他的改革寄予厚望，一時百花齊放對他提出許多意見，但逐漸發現他剛愎自用、經常侮辱下屬、開會專斷獨裁逐漸流於形式，最後幾乎沒人再提出建言。一開始還會支持附和的葛羅米科逐漸變得沉默，戈巴契夫也不讓他參與他最擅長的外交政策。1986年，有認識的中央官員由於被檢舉其父親在二戰時與德國有來往而從中央被貶到地方，在調查後發現原來他父親是戰時情報人員，秘書提醒戈巴契夫應該還他清白，戈巴契夫卻只冷冷地回說「他現在在擔任新的職務，我看他沒有必要回來做以前的工作」。雖然到處演講提倡要改革，但一直沒有具體方案與目標，於是社會上逐漸出現許多關於改革的蘇聯政治笑話，改革一詞也逐漸變成「盲目變化」的代名詞。1986 年四月車諾比核電廠發生事故，當下收到消息時他不覺得事情很嚴重，只派專家到現場瞭解，不願意到熱點區域視察。1980年代下半，國內外輿論對德蘇祕密協議越來越感興趣，戈巴契夫知道這些文件的存在後卻要求秘書不要公開並暗示銷毀，甚至還在人民代表大會上說謊宣稱沒有找到這些文件的原件。波蘭與與蘇聯成立的聯合委員會委員與沃伊切赫·雅鲁泽尔斯基曾經多次向蘇共中央以及戈巴契夫要求公開卡廷大屠殺的所有文件，戈巴契夫私下看過這些文件後，卻要求封存並公開宣稱沒有找到除了戰爭期間找到的資料，即使世界各國早就知道這些事情。

## 著作
| 年   | 標題 | 共同作者 |
| ---- | --- | -------- |
| 1987 | 改革－我國和世界的新思維（PERESTROIKA - New Thinking for Our Country and the World）                                                        | –        |
| 1996 | 回憶錄（Memoirs） | –        |
| 2005 | 二十世紀的道德教訓：戈巴契夫與池田談佛教與共產主義（Moral Lessons of the Twentieth Century: Gorbachev and Ikeda on Buddhism and Communism） | 池田大作 |
| 2016 | 新俄羅斯（The New Russia） | –        |
| 2018 | 在不斷變化的世界中（In a Changing World）                                                                                                   | –        |
| 2020 | 現在的危險是什麼：我對和平與自由的呼籲（What Is at Stake Now: My Appeal for Peace and Freedom）                                             | –        |

## 荣誉

### 外国勋章奖章
- 一等白狮勋章（捷克，1999年[62]）

## 外部連結
- The Gorbachev Foundation（页面存档备份，存于）
- 俄罗斯之声-的政坛之路 （页面存档备份，存于）

| 新頭銜                              | 蘇聯總統 1990年－1991年                                              | 末任 原因：職位廢除，蘇聯解體，俄羅斯聯邦成立                                    |
| 前任： 康斯坦丁·契爾年科            | 苏联共产党中央委员会总书记 1985年－1991年                            | 繼任： 弗拉基米爾·伊瓦什科                                                       |
| 前任： 安德烈·安德烈耶维奇·葛罗米柯 | 苏联最高苏维埃主席团主席 （1989年改稱最高蘇維埃主席） 1988年－1990年 | 末任 原因：職位廢除，改制成蘇聯總統阿纳托利·伊万诺维奇·卢基扬诺夫 （非國家元首） |